# Go for Gin
Go for Gin, född 18 april 1991, död 8 mars 2022, var ett amerikanskfött engelskt fullblod, mest känd för att ha segrat i Kentucky Derby (1994). Han reds i Kentucky Derby av Chris McCarron, som tidigare hade vunnit löpet med Alysheba.

## Bakgrund
Go for Gin var en brun hingst efter Cormorant och under Never Knock (efter Stage Door Johnny). Han föddes upp av Pamela duPont Darmstadt, och ägdes av William J. Condren & Joseph M. Cornacchia. Han tränades under tävlingskarriären av Nicholas Zito, som även tränade 1991 års Kentucky Derby-vinnare Strike the Gold.

## Karriär
Go for Gin tävlade mellan 1993 och 1995, och sprang in totalt in 1 380 866 dollar på 19 starter, varav 5 segrar, 7 andraplatser och 2 tredjeplatser. Han tog karriärens största seger i Kentucky Derby (1994). Bland andra stora meriter kan segrarna i Remsen Stakes (1993), Preview Stakes (1994), samt andraplatsen i Preakness Stakes (1994) nämnas.

### Som avelshingst
1995 drabbades Go for Gin av en skada i hans vänstra framben då han tränade på Belmont Park. Detta kom att avsluta hans tävlingskarriär, och han skulle istället vara verksam som avelshingst. Efter Sea Heros död i juli 2019 blev Go for Gin den äldsta levande segraren av Kentucky Derby. Efter A.P. Indys död den 21 februari 2020 blev Go For Gin den äldsta levande segraren av något av Triple Crown-löpen.
Go for Gin stallades inledningsvis upp som avelshingst på Claiborne Farm i Kentucky 1995. 2004 såldes han till Bonita Farm i Darlington, Maryland. Han är bland annat far till Albert the Great, som under sin tävlingskarriär sprang in över 3 miljoner dollar, och blev far till Nobiz Like Shobiz.

## Död
Go for Gin avled den 8 mars 2022 vid 31 års ålder.